# Jazz from Hell
| 전문가 평가   | 전문가 평가 |
| 평가 점수     | 평가 점수   |
| 출처          | 점수        |
| ------------- | ----------- |
| AllMusic      | [ 1 ]       |
| Rolling Stone | (favorable) |

《Jazz from Hell》은 미국의 음악가 프랭크 자파에 의해 모두 작곡하고 녹음된 기악 음반이다. 1986년 11월 15일, 바킹 펌킨 레코드에 의해 바이닐과 카세트에, 1987년 CD의 라이코디스크에 의해 발매되었다.
《Jazz from Hell》은 자파의 생애에 발매된 마지막 스튜디오 음반이었고, 그의 남은 7년 동안 그는 사후 《Civilization Phaze III》가 죽기 직전에 완성되었음에도 불구하고 라이브 콘서트 음반만을 발매했다.
자파는 〈G-Spot Tornado〉와 〈Night School〉이라는 노래의 뮤직 비디오를 제작했다. 〈G-Spot Tornado〉에는 1961년 카운티 박람회에서 촬영한 영상과 1959년 캡틴 비프하트와 그의 가족을 촬영한 영상이 포함되어 있다. 〈Night School〉은 브루스 빅스포드의 클레이 애니메이션 작품이다.

## 배경
프랭크 자파는 이 음반의 제목은 정치적인 언급이라고 설명했다. "미국의 것들은 지옥에서 온 것일 수 있습니다. 지금 당장은 지옥의 대통령(로널드 레이건)과 지옥의 국가안전보장회의가 있습니다. 그러니 《Jazz from Hell》도 추가해야 합니다." 1987년 《Video from Hell》의 제목도 이와 유사하다.
모든 작곡은 프랭크 자파가 1982년 프랑스 생테티엔에서 열린 콘서트 때 자파가 《Ship Arriving Too Late to Save a Drowning Witch》 음반에서 발췌한 기타 솔로곡 〈St. Etienne〉을 제외하고 싱클러비어 DMS에서 실행되었다.
〈While You Were Art II〉는 음반 《Shut Up 'n Play Yer Guitar》(1981년)의 〈While You Were Out〉 트랙에서 자파가 즉흥적으로 기타 솔로로 연주한 것을 전사한 것을 바탕으로 한 싱클러비어 공연이다.
공개되지 않은 원래의 싱클러비어 공연은 단위의 FM 음원만을 사용하여 이루어졌으며, 여기서 발견된 녹음은 보다 새로운 샘플링과 음색을 특징으로 한 자파의 "고급" 배열이었다.
〈Night School〉은 자파가 ABC에 투구했던 심야 쇼의 이름을 따온 것 같았고, 방송사는 그것을 받아들이지 않았다. 그 노래를 위해 뮤직 비디오가 만들어졌다.
자파가 인간이 연주할 수 없다고 가정하는 〈G-Spot Tornado〉는 앙상블 모던이 《The Yellow Shark》(1993년)를 공연한다.

## 발매
초창기 유럽 CD 발매에서는 《Frank Zappa Meets the Mothers of Prevention》(1985년)의 곡 9곡이 같은 음반에 수록되어 있는 "한 장의 컴필레이션에 대한 가격으로는 두 장"으로 수록되었다.

## 수상
자파는 이 음반으로 1988년 그래미 어워드 최우수 록 연주상을 수상했다.

## 곡 목록
모든 곡들은 프랭크 자파가 작곡/편곡하였다.
| #  | 제목                      | 재생 시간 |
| -- | ------------------------- | --------- |
| 1. | 〈Night School〉          | 4:47      |
| 2. | 〈The Beltway Bandits〉   | 3:25      |
| 3. | 〈While You Were Art II〉 | 7:17      |
| 4. | 〈Jazz from Hell〉        | 2:58      |

| #  | 제목                 | 재생 시간 |
| -- | -------------------- | --------- |
| 5. | 〈G-Spot Tornado〉   | 3:17      |
| 6. | 〈Damp Ankles〉      | 3:45      |
| 7. | 〈St. Etienne〉      | 6:26      |
| 8. | 〈Massaggio Galore〉 | 2:31      |